# Rodrigo Santana (futebolista)
Rodrigo Marques de Santana (Santos, 29 de maio de 1982) é um treinador e ex-futebolista brasileiro que atuava como meio-campista. Atualmente está sem clube.
Nascido e criado em Santos, começou sua trajetória como jogador aos 8 anos na Associação Atlética dos Portuários de Santos. Como profissional atuou no Confiança e no Ferroviário-CE, do Brasil, além do Ferencvárosi, da Hungria. Encerrou sua carreira por conta de uma fratura no osso da mão.
Sua primeira experiência como técnico foi no Camboriú, em 2010. Em seguida passou pelo Pinheiros-SC, pela Portuguesa Santista e pelo União Suzano. Em 2014 trabalhou no Sub-20 do São Carlos e depois no time principal do Juventus-SP, onde realizou um bom trabalho e conseguiu o acesso da Série A3 para a Série A2 do Campeonato Paulista. Em 2016 passou pelo Uberaba Sport Club-MG, e nos dois anos seguintes teve uma boa passagem pelo URT de Patos de Minas vencendo o prêmio de Melhor Treinador do Interior e quase levando ao acesso para a série C do campeonato brasileiro.
Rodrigo Santana assumiu seu primeiro clube de expressão em 2019, o Atlético Mineiro, sendo efetivado após um trabalho com técnico interino. Sob seu comando, o Galo eliminou o Santos nas oitavas de final da Copa do Brasil, no Pacaembu, com dois gols do colombiano Yimmi Chará. Em 2020 passou por Avaí e Coritiba, e em 2021 pelo Confiança-SE. Em janeiro de 2023 foi anunciado pelo Rans Nusantara, da Indonésia.

## Carreira
Como jogador profissional, Rodrigo atuou por vários times da região Sul e Nordeste do Brasil, além de pequenas passagens pela Bolívia e Hungria.     
Aos 28 anos, o então meio-campista teve uma lesão na mão e precisou engessar, ficando três meses parado. Nesse tempo Rodrigo foi convidado para ser auxiliar técnico do Camboriú, de Santa Catarina, sendo nomeado técnico logo em seguida.
Como treinador, Rodrigo Santana tem passagens por clubes do interior de São Paulo, como Juventus, Grêmio Barueri, São Carlos e União Suzano. Em Minas Gerais, Rodrigo treinou o Uberaba Sport e a URT, onde ficou duas temporadas e conquistou o título de campeão mineiro do interior, em 2017 sendo eleito o melhor técnico do campeonato.
Em 20 de julho de 2018, Santana foi contratado pelo Atlético Mineiro como coordenador técnico auxiliar das categorias de base. Já no dia 6 de agosto, foi nomeado técnico da equipe Sub-20, e em abril de 2019 assumiu como técnico interino da equipe profissional, após a demissão de Levir Culpi. Efetivado como treinador no dia 24 de junho, foi demitido do Atlético no dia 13 de outubro, após uma derrota por 4 a 1 para o Grêmio, seguida de uma longa sequência de maus resultados no Brasileirão.
Rodrigo Santana foi contratado pelo Coritiba em novembro de 2020. No entanto, após três empates e quatro derrotas no Campeonato Brasileiro, o treinador foi demitido no dia 13 de dezembro.

### Remo
Em 23 de maio de 2024 foi contratado pelo Remo para comandar o clube na Série C.
A passagem de Rodrigo Santana pelo Remo foi marcada pelo acesso da Série C para a Série B do Brasileiro em 2024.

### ABC-RN
Em 2 de julho de 2025 foi contratado pelo ABC para a disputa da Série C do Campeonato Brasileiro.
O ABC-RN anunciou a demissão do técnico Rodrigo Santana em 18 de agosto de 2025, após uma vitória, quatro empates e duas derrotas em sete jogos de Rodrigo no comando do ABC.

## Títulos
URT
- Campeonato Mineiro do Interior: 2017

### Prêmios individuais
- Troféu Globo Minas para o Melhor Treinador do ano: 2017